# Hemiteles rubropleuralis
Hemiteles rubropleuralis là một loài tò vò trong họ Ichneumonidae.